# موسى محزري
موسى عبده محزري مواليد 26 نوفمبر 1994، هو لاعب كرة قدم سعودي.

## مسيرة اللاعب
لعب في الفئات السنية في نادي القادسية و لعب بعدها مع نادي الساحل ونادي النور ونادي قرية العليا.